# Symplocos henschelii
Symplocos henschelii là một loài thực vật có hoa trong họ Dung. Loài này được (Moritzi) Benth. ex C.B. Clarke miêu tả khoa học đầu tiên năm 1882.